# Carlet
Carlet ist eine Gemeinde in der spanischen Provinz Valencia. Sie befindet sich in der Comarca Ribera Alta.

## Geografie
Das Gemeindegebiet von Carlet grenzt an das der folgenden Gemeinden: L'Alcúdia, Alfarp, Alginet, Benimodo, Catadau, Guadassuar und Tous, die alle in der Provinz Valencia liegen.

## Demografie
| 1842  | 1900  | 1930  | 1950  | 1970   | 1981   | 1991   | 2001   | 2011   |
| ----- | ----- | ----- | ----- | ------ | ------ | ------ | ------ | ------ |
| 3.884 | 6.107 | 6.931 | 8.621 | 11.775 | 13.150 | 14.167 | 14.213 | 15.237 |

## Wirtschaft
Die Wirtschaft von Carlet ist im Wesentlichen landwirtschaftlich geprägt. Die Anbaufläche nimmt 80 % der Gemeindefläche ein.